# Тешнер, Герберт
Ге́рберт Те́шнер (нем. Herbert Täschner; 7 июля 1916, Дрезден — 10 мая 1984, Восточный Берлин) — немецкий политик и руководитель издательства. В 1950—1954 годах являлся генеральным секретарём Либерально-демократической партии Германии.

## Биография
Герберт Тешнер родился в семье административного служащего, учился в школах Дрездена, Пирны и Хайденау. В 1937 году был призван на работу Имперской службой труда, в 1938 году был призван в вермахт. В звании обер-фельдфебеля попал в плен в 1945 году.
По возвращении из плена в 1946 году вступил в ЛДПГ. В 1946 году работал управляющим директором дрезденского горкома ЛДПГ и в 1947—1949 году — секретарём окружного и районного комитетов ЛДПГ в Дрездене. В 1949—1950 годах был избран генеральным секретарём земельного комитета ЛДПГ в Саксонии, в 1950—1954 годах занимал должность генерального секретаря ЛДПГ. При Тешнере ЛДПГ трансформировалась фактически в кадровую партию ленинского толка.
В 1950—1954 годах Тешнер являлся депутатом Народной палаты ГДР. С июля 1954 по август 1956 года руководил издательством газеты ЛДПГ Thüringische Landeszeitung. В 1956—1962 годах возглавлял издательство Общества спорта и техники. В 1962—1979 годах работал на должности музыкального издательства Lied der Zeit. В 1963—1979 годах являлся председателем райкома ЛДПГ в Фридрихсхайне.